# Hawaii Pearl Open
Het Hawaii Pearl Open is een jaarlijkse golfwedstrijd voor amateurs en professionals.
Het toernooi wordt altijd in de maand februari gespeeld op de Pearl Country Club op het eiland Oahu (Hawaï). In het begin heette het toernooi het 'Pearl Country Club Open'. Het prijzengeld was toen $10.000, dertig jaar later is dat opgelopen tot $80.000. Er doen nu meer internationale spelers mee.

## Winnaars
| Jaar | Winnaar           | Score | Opmerking |
| ---- | ----------------- | ----- | --- |
| 1979 | Namio Takasu      | 215   | David Ishii was beste amateur met 226, hij werd een maand later professional.                                           |
| 1980 | David Ishii       | 214   | |
| 1981 | Norio Adachi      | 212   | |
| 1982 | David Ishii       | 208   | |
| 1983 | David Ishii       | 203   | |
| 1984 | Namio Takasu      | 204   | |
| 1985 | Chris Santangelo  | 206   | 1961-2005 , winnaar Hawai Amateur                                                                                       |
| 1986 | Akiyoshi Ohmachi  | 206   | |
| 1987 | Gregory Meyer     | 206   | Assistent-pro op de club                                                                                                |
| 1988 | Gregory Meyer     | 204   | |
| 1989 | David Ishii       | 201   | |
| 1990 | David Ishii       | 212   | |
| 1991 | David Ishii       | 202   | |
| 1992 | Damian Jamila     | ?     | eerste amateur-winnaar                                                                                                  |
| 1993 | Lance Suzuki      | ?     | play-off gewonnen van Fujio Kobayashi                                                                                   |
| 1994 | Kevin Hayashi     | 209   | Inclusief een hole-in-one op hole 16                                                                                    |
| 1995 | Lance Suzuki      | 201   | |
| 1996 | Shinichi Yokota   | 204   | |
| 1997 | Kiyoshi Murota    | 213   | play-off gewonnen van Greg Meyer en Hiroyuki Fujita                                                                     |
| 1998 | Katsumasa Myamoto | 197   | speler van de Japan Golf Tour                                                                                           |
| 1999 | Jeff Cook         | ?     | |
| 2000 | Kevin Hayashi     | 202   | |
| 2001 | Hidemichi Tanaka  | 201   | |
| 2002 | Kiyoshi Murota    | 205   | De 12-jarige Michelle Wie was de eerste vrouw ooit die hier mocht meespelen. Ze miste de cut in 2002 maar niet in 2003. |
| 2003 | Gregory Meyer     | 209   | Meyer speelt in deze periode op de Japan Golf Tour                                                                      |
| 2004 | Gregory Meyer     | 203   | |
| 2005 | Will Yanagisawa   | 200   | speelt Japanse Tour |
| 2006 | Tomohiro Maruyama | 201   | |
| 2007 | Tadd Fujikawa     | 205   | 16-jarige amateur, jongste winnaar van dit toernooi                                                                     |
| 2008 | Azuma Yano        | 204   | |
| 2009 | Jesse Mueller     | 197   | |
| 2010 | Akinori Tani      | 204   | |
| 2011 | John Ellis        | 136   | |

Amateurs mogen het prijzengeld niet aannemen, Tadd Fujikawa heeft het geld aan nummer twee gegeven, Gregory Meyer, die het toernooi al vier keer won.